# Penelope Devereux, lady Rich

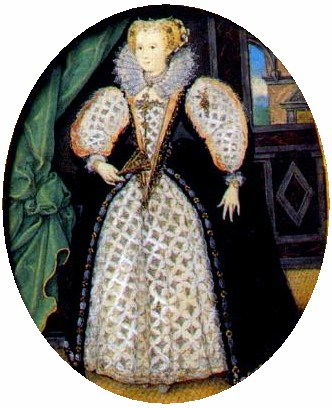
Penelope Devereux, lady Rich.

Penelope Devereux, lady Rich, född omkring 1562, död 1607, var en engelsk adelsdam. Hon var dotter till Walter Devereux, 1:e earl av Essex och Lettice Knollys samt mor till Robert Rich, 2:e earl av Warwick och Mountjoy Blount, 1:e earl av Newport.
Penelope Devereux var en av den elisabetanska erans mest skandalomsusade renässanskvinnor, lika beryktad för sin skönhet som för sin sedeslöshet. Hon gifte sig 1581 med lord Rich, firades sedan i sonettcykeln Astrophel and Stella av sin beundrare sedan barndomen, poeten sir Philip Sidney. 
Hon levde i många år, till sist övergiven av sin man, tillsammans med lord Mountjoy och ingick med honom, sedan hon lagligen skilts från lord Rich, 1605 nytt äktenskap, vars giltighet emellertid blev föremål för en skandalös process.